# Claudia Stutz
Claudia Elif Stutz (* 1976 in Solingen) ist eine deutsche Verwaltungsjuristin und politische Beamtin (CDU). Sie ist seit 2025 Staatssekretärin im Bundesministerium für Verkehr. Von 2023 bis 2024 war sie Staatssekretärin für Mobilität und Verkehr in der Berliner Senatsverwaltung für Mobilität, Verkehr, Klimaschutz und Umwelt.

## Leben
Stutz’ Großvater kam als Gastarbeiter aus der Türkei in den 1960er-Jahren in das Rheinland. Sie studierte in Marburg Rechtswissenschaften und promovierte dort auch.
Anschließend war Stutz 15 Jahre lang im Bundeskanzleramt tätig. Zunächst als Referentin für Verkehr, Bau und Stadtentwicklung, später als Referentin im Kabinett- und Parlamentsreferat und Protokollführerin in den Sitzungen des Bundeskabinetts. Zudem war sie Leiterin des Referats „Politische Planung und Strategische Vorausschau“.
Später war Stutz Ministerialdirigentin und arbeitete im Bundesverkehrsministerium als Unterabteilungsleiterin für „Innovationen, Digitalisierung, Vernetzung“ in der Abteilung „Eisenbahnen“. Außerdem war sie Mitglied im Aufsichtsrat von Toll Collect als Vertreterin des Bundes. Ab 2020 war sie Leiterin des Arbeitsstabes der Beauftragten der Bundesregierung für Migration, Flüchtlinge und Integration.
Am 28. April 2023 wurde Stutz zur Staatssekretärin für Mobilität und Verkehr in der Senatsverwaltung für Mobilität, Verkehr, Klimaschutz und Umwelt des Landes Berlin ernannt. Sie amtierte bis zu ihrem Rücktritt am 27. Mai 2024. Ihr folgte Johannes Wieczorek nach. Stutz kehrte daraufhin ins Bundesverkehrsministerium zurück und übernahm die Leitung der Unterabteilung für „Klimaschutz in der Mobilität, Umweltschutz“.
Im Mai 2025 wurde sie unter Bundesminister Patrick Schnieder (CDU) zur Staatssekretärin im Bundesministerium für Verkehr ernannt.
Seit 2018 ist Stutz Mitglied der CDU.